# Ауфгусс
А́уфгусс (нем. Aufguss, фин. löyly — «пар») — мероприятия, практикуемые преимущественно австрийцами и немцами в банной культуре для распаривания тела. Суть процедуры заключается в том, что несколько человек заходят в сухую сауну (90-100 °C), в которой посередине находятся раскаленные камни. Банщик (ауфгусс-мастер) небольшими порциями выливает на эти камни воду с эфирными маслами (мятным, апельсиновым, эвкалиптовым и другими), в результате чего пар поднимается к потолку сауны. Он использует полотенце для того, чтобы разогнать пар сначала по всей площади потолка, а затем резкими движениями полотенца сверху вниз направляет горячий пар, который собирается под потолком сауны, на каждого присутствующего в сауне, либо на нескольких людей сразу. Затем он снова выливает немного воды на камни, и процедура несколько раз повторяется.

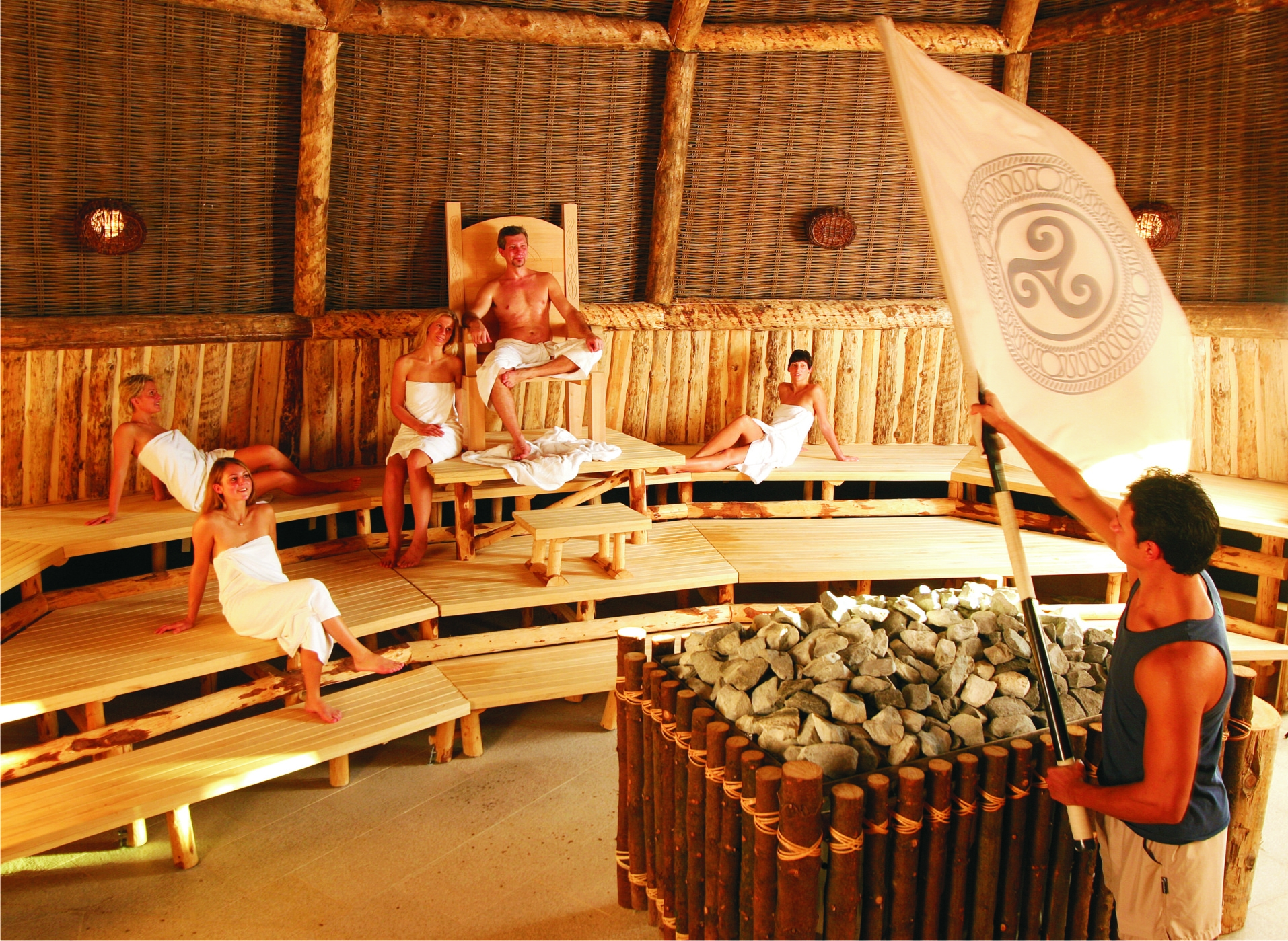
Ауфгусс-мастер распределяет пар над потолком комнаты для того, чтобы затем направить его на каждого из присутствующих в парилке

Помимо эфирных масел в ауфгуссе могут использоваться и другие жидкости и растворы, например, пиво.
В отличие от иных видов парения, в ауфгуссе оценивается не только умение управлять температурой и влажностью, но и элементы шоу-программы демонстрируемой ауфгусс-мастером (пармейстером). Иногда, в больших парных, работает не один, а до трёх ауфгусс-мастеров.
С 2009 года в Австрии проходит чемпионат по ауфгуссу. Первая российская команда приняла участие в Чемпионате в 2011 году 

## Виды ауфгусса
- с эфирными маслами
- со льдом и снегом
- с лейкой — вместо ковша используют лейку, таким образом вода лучше распределяется по камням и поверхность, с которой происходит испарение увеличивается. Соответственно тело человека ощущает это по другому, нежели во время обычной процедуры.
- с мёдом — мёд используется для натирания тела после первого ауфгусса. Он хорошо впитывается в кожу.
- с солью
- с фруктами
- с пивом[2]
- с берёзовым веником — смесь немецкого ауфгусса и финских или русских традиций использования берёзовых веников в парилке